# Federico Laredo Brú
Federico Laredo Brú, född 23 april 1875, död 7 juli 1946, var president på Kuba från 1936 till 1940, i praktiken en marionett i händerna på öns egentlige ledare, militären Fulgencio Batista, som själv var för ung för att utöva presidentämbetet.